# Masllorenç
Masllorenç (spanisch Maslloréns) ist eine Gemeinde (municipio) mit 573 Einwohnern (Stand: 2024) in der Provinz Tarragona in der Autonomen Gemeinschaft Katalonien im Nordosten Spaniens. Zur Gemeinde gehören neben dem Hauptort Masllorenç die Ortschaften La Font d'en Talló und Masarbonès.

## Geographische Lage
Masllorenç liegt zwischen Barcelona (75 km in westsüdwestlicher Richtung entfernt) und Tarragona (23 km in nordöstlicher Richtung entfernt) in einer Höhe von ca. 305 m. 

## Bevölkerungsentwicklung
| Jahr      | 1970 | 1981 | 1991 | 2001 | 2011 | 2021 |
| Einwohner | 460  | 418  | 376  | 443  | 538  | 508  |

## Sehenswürdigkeiten

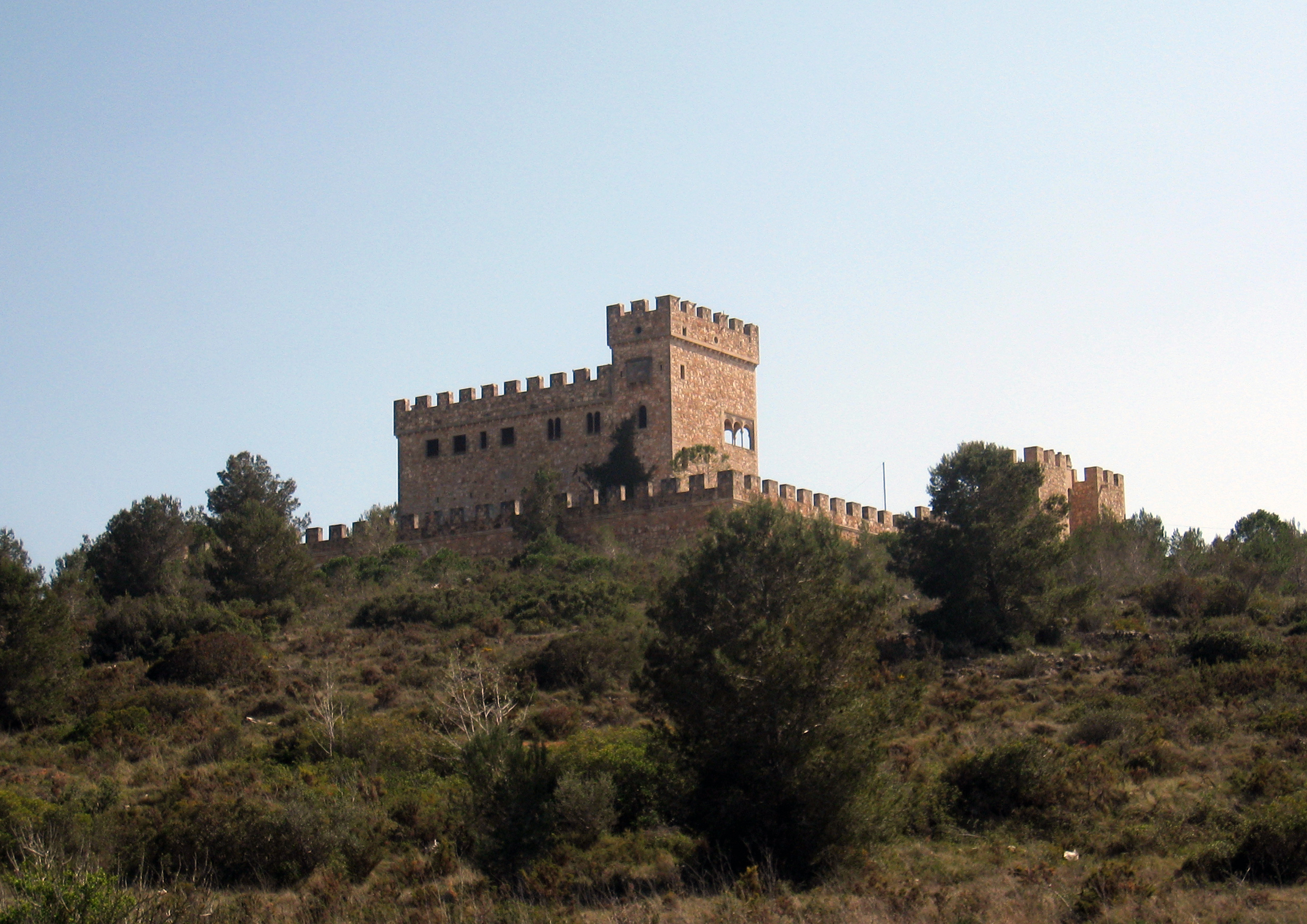
Burg Masllorenç
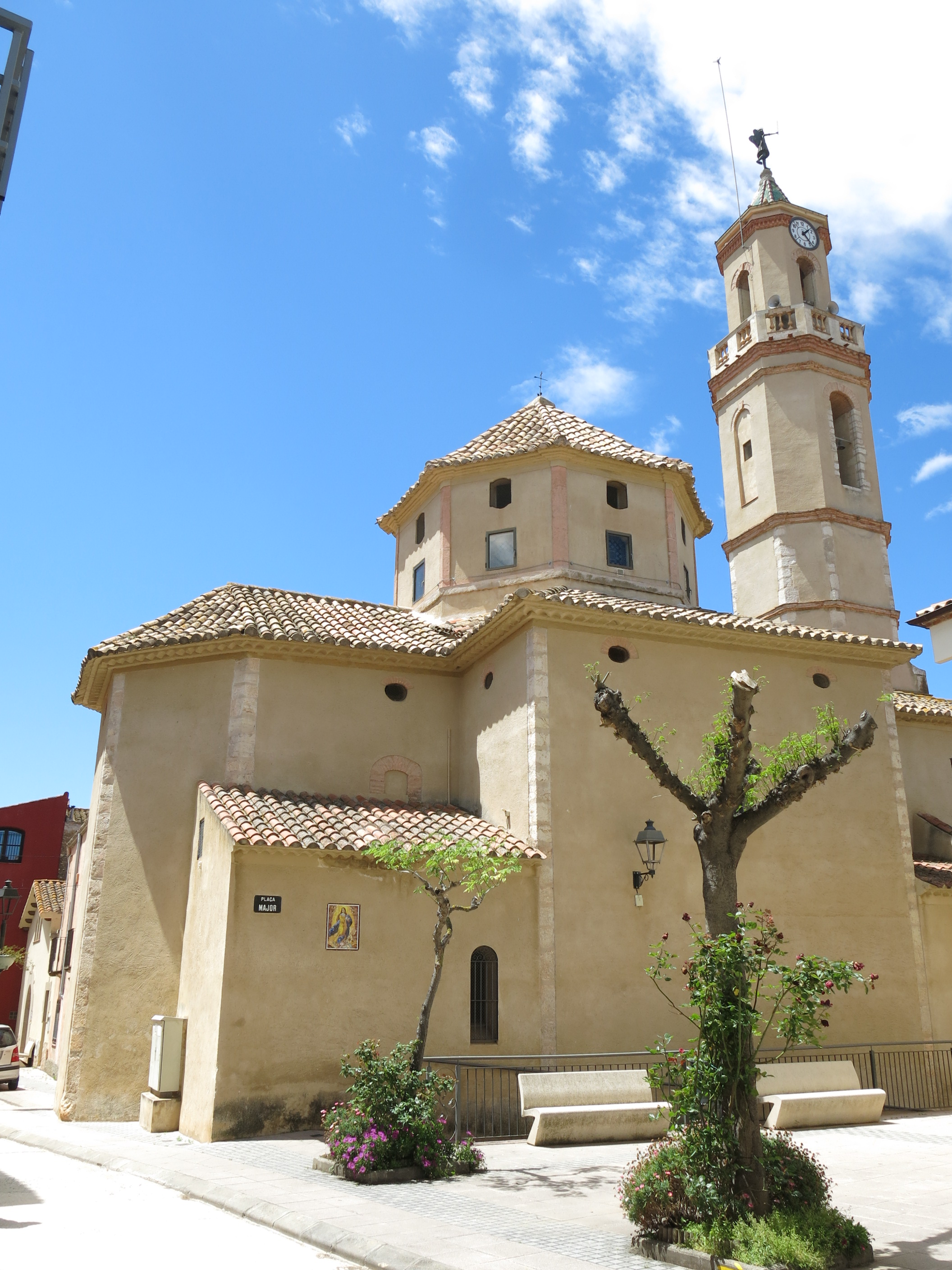
Ramonskirche

- Burg Masllorenç
- Ramonskirche